# ۸۱۷ (قمری)
۸۱۷ (قمری)، هشتصد و هفدهمین سال در گاهشماری هجری قمری است. اول محرم این سال برابر با اول آوریل سال ۱۴۱۴ میلادی است.